# Erik Broeckx
Erik Broeckx (Deurne, 26 september 1959) is een Belgisch politicus voor Volksunie / N-VA.

## Levensloop
Broeckx werd in 1992 voor het eerst schepen van Mortsel. Als uittredend schepen van Jeugd, Informatie en Personeelszaken was hij bij de gemeenteraadsverkiezingen van 2000 lijsttrekker voor VU-ID in Mortsel. Hij werd opnieuw schepen in het college van burgemeester Ingrid Pira (Agalev) te Mortsel, een mandaat dat hij uitoefende tot 2012. 
Bij de gemeenteraadsverkiezingen van 2006 stond hij op de derde plaats voor het Valentijnskartel CD&V-N-VA. Hij kreeg 598 voorkeurstemmen. Bij de lokale verkiezingen van 2012 was hij lijsttrekker voor N-VA. Hij kreeg 1.755 voorkeurstemmen, 340 minder dan Ingrid Pira (Groen) Na de verkiezingen werd hij aangesteld als burgemeester van Mortsel. Hij  leidde een coalitie van      N-VA, CD&V en sp.a.  Na de gemeenteraadsverkiezingen van 2018 bleef hij burgemeester van Mortsel met 2306 voorkeurstemmen. CD&V werd in de coalitie vervangen door Open Vld. Na de verkiezingen van 2024 verdween zijn partij naar de oppositie.